# 中武克雄
中武 克雄（なかたけ かつお、1964年3月28日 - ）は、ボディビルダー、元競輪選手。競輪選手としては、現役時代は日本競輪選手会大阪支部所属、ホームバンクは関西サイクルスポーツセンター。日本競輪学校（当時。以下、競輪学校）第57期生）。弟子は向井円（114期）。身長170.0cm、体重82.0kg。
同じく競輪選手の中武三四郎（競輪学校113期）は甥。

## 来歴

### オリンピック出場&競輪選手
1964年3月28日、大阪府大阪市西成区天下茶屋に生まれる。大阪市立天下茶屋中学校時代に自転車に目覚め、天下茶屋の自転車屋「河原サイクル」の店主からコーチを受ける。当初は当時自転車部が強いことで有名だった大阪府立今宮工業高等学校（現・大阪府立今宮工科高等学校）を志望。しかし担任から「今宮工業は入ったら勉強しないといけない」と言われ、勉強嫌いだった中武は即座に今宮工業をあきらめ、家の近所の大阪府立西成高等学校に進学した。
西成高校には当初自転車部が存在しなかったため、同級生を幽霊部員に仕立て上げ無理やり自転車部を創立し、国民体育大会のスクラッチ（現 スプリント。以下スプリントと表記）において、高校2年・3年と少年の部を連覇。その実力を認められた中武は1982年に島野工業（シマノレーシング）に入社し、同年から今度は成年の部を3連覇（少年の部時代と合わせ5連覇を達成）。また、1983年のプレオリンピック・スプリントでは3位入賞を果たした。
翌1984年のロサンゼルスオリンピックでは、東ドイツ、ソ連といった東欧諸国のボイコットが相次いだことや、エキシビションレースとはいえ同年に向日町競輪場で行われた全日本プロ選手権自転車競技大会（全プロ）にオープン参加し当時世界自転車選手権プロスプリント7連覇中であった中野浩一を破ったことで、一躍メダル候補へと名前が上がった。しかし、迎えたロサンゼルスオリンピック・スプリントでは三次予選敗者復活戦で落車し、メダル圏内に加わることができなかった。なお、同大会のスプリントでは、当時日本大学学生であった坂本勉（元競輪選手）が銅メダルを獲得しているが、大会前の注目度は中武の方が上であった。
ロサンゼルスオリンピック出場を契機として、その後、島野工業を退社。同じく日大を卒業した坂本とともに1985年、競輪学校に第57期生として入学。1986年5月1日、岸和田競輪場でデビューし（3着）、同月17日に松阪競輪場で初勝利を挙げた。競輪選手としての主な実績は、1994年の日本選手権競輪（静岡競輪場）における決勝6着などがある。
長く現役を続けたが、晩年は競走成績不振により代謝制度の対象となり、2022年12月28日の名古屋FII（モーニング）最終日第2レース（一般）がラストレース（3着）となった（ちなみに同レースでは奥平充男も5着でラストレース）。
2023年2月7日、選手登録消除。通算戦績3295戦327勝（うち優勝25回）。
引退後は、大阪市内でジムを経営しながら後進の指導に当たる。

### ボディビルダー
21世紀に入り、特別競輪への出場がままならなくなった背景もあり、競走の傍ら、ボディビルにも取り組むようになった。なお、ボディビルダーとしては今、日本で10指に入る実力を有しており、2007年のジャパンオープンボディビル選手権大会（岡山市民会館）では優勝を果たしている。